# CN 4 (SNCF)
Le CN 4 est un chasse-neige ferroviaire utilisé sur la ligne Saint-Gervais-les-Bains-Le Fayet - Vallorcine.

## Caractéristiques
Le CN 4 est un chasse neige diesel construit en 1983 par la firme allemande Martin Beilhack.
La traction est assurée par un moteur Diesel de 145 kW qui actionne les deux essieux par l'intermédiaire d’une transmission hydrostatique.
Un vérin hydraulique situé sous le châssis permet de soulever l'engin sur la voie et de le retourner complètement sans avoir recours à une plaque tournante.
Le CN 4 dispose de quatre systèmes de freinage : freinage automatique, freinage direct, freinage dynamique agissant sur la transmission et freinage électromagnétique actionnant trois patins magnétiques de chaque côté du chasse-neige.
Les turbines du chasse-neige sont actionnées par un moteur diesel de 221 kW. Les turbines à l'avant mesurent 1,10 m. Elles sont aussi aidées par cinq couteaux d'ébauche rotatifs (deux en bas, un au centre et deux supérieurs). Les fraises de dé-boudinage, situées sous la cabine, sont actionnées par un circuit hydrostatique mis sous pression par le moteur diesel du groupe de déneigement. Elles sont munies de quatre tuyères d'échappements.
L'engin peut travailler dans une couche de neige de trois mètres d'épaisseur.
La conception modulaire du véhicule permet, une fois l'équipement de déneigement enlevé, et montage en lieu et place d'un plateau central et grue de manutention, une utilisation de l'engin pour la maintenance ou les manœuvres.

## Photos

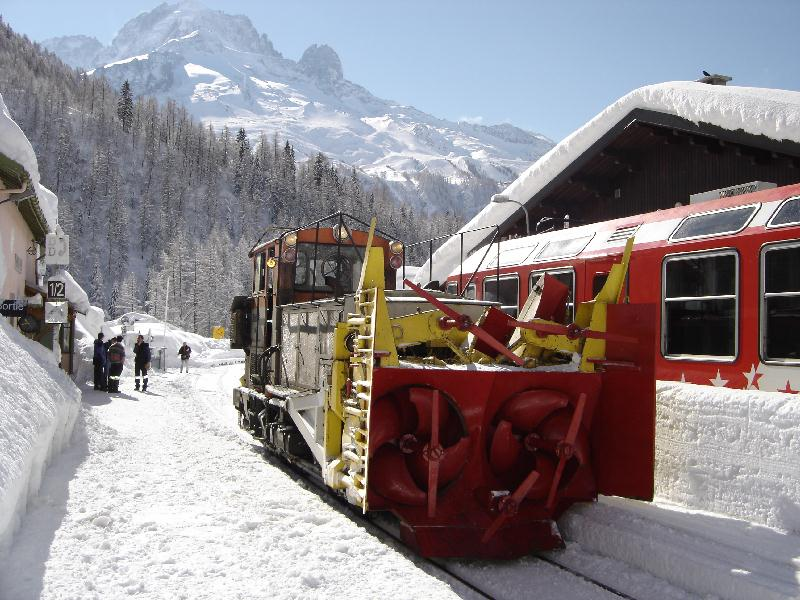
CN4 en gare de Montroc-le-Planet
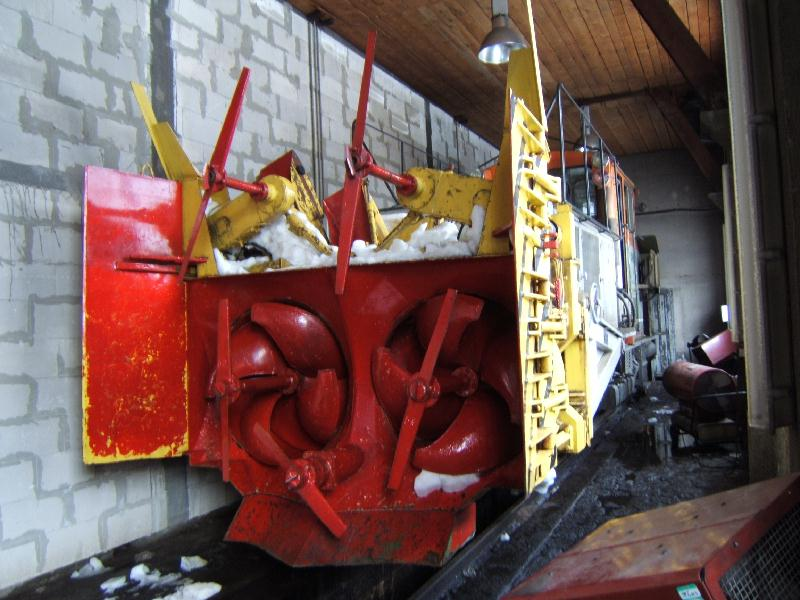
Cuve avant du CN 4.
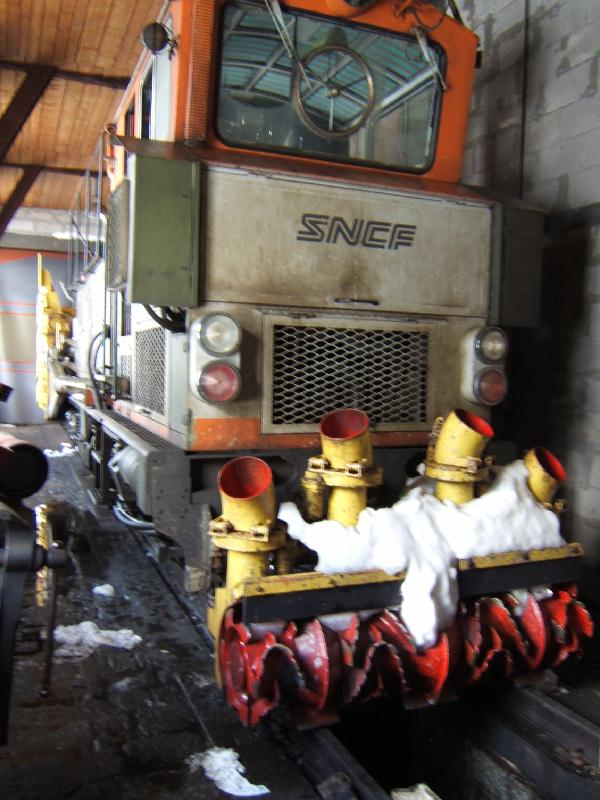
Fraise arrière du CN 4.